# Tatort: Gier
Gier ist ein Fernsehfilm aus der Krimireihe Tatort, der erstmals am 7. Juni 2015 ausgestrahlt wurde. Es ist die 950. Folge der Reihe, der 36. Fall des österreichischen Ermittlers Moritz Eisner und der zwölfte Fall des Ermittlerteams Eisner/Fellner.

## Handlung
Die junge Laborantin Roswita Mader verletzt sich bei einem Unfall mit Flusssäure in einer Chemiefabrik tödlich; ihr Chemikalienschutzanzug erfüllte seine Funktion nicht. Da sie das Patenkind des Sektionschefs Ernst Rauter war, werden seine Mitarbeiter Moritz Eisner und Bibi Fellner mit dem Fall betraut.
Der Wendler-Konzern, dem die Firma angehört, steht im Besitz von Peter Wendler, der vor Jahren für faire Produktionsbedingungen plädiert hatte, aber aufgrund von Gewalt gegen seine Ehefrau Sabrina Wendler in einer forensischen Psychiatrie untergebracht ist. Sabrina pflegt eine Affäre mit dem befreundeten Anwalt Dr. Viktor Perschawa, der mit einer Falschaussage und einem manipulierten Gutachten zur Verurteilung Peters beigetragen hatte, wodurch Sabrina die Kontrolle über den Konzern bekommen hatte. Im Gegensatz zu Sabrina fühlt er sich jetzt aber für den Tod von Roswita Mader verantwortlich. Daher ist er nun gegen den Verkauf des Wendler-Konzerns und die von Sabrina gewünschte Auswanderung in die Karibik. Der Hausangestellte Gupta Kumar beobachtet Sabrina Wendler dabei, wie sie Liebhaber Viktor Perschawa im Spaß mit ihrer Waffe bedroht, worauf sich die beiden wegen ihrer unterschiedlichen Ansichten zu streiten beginnen.
Währenddessen bestätigt sich der Verdacht, dass Roswita Maders Schutzanzug nicht für die Anforderungen ausgelegt war. Da dies jedoch auf einen jahrelangen Prozess um verschiedene Gutachten hinauslaufen wird, können Eisner und Fellner dem aufgebrachten Helmut Mader nicht versprechen, dass jemals eine bestimmte Person für den Tod seiner schwangeren Frau verantwortlich gemacht werden kann.
Perschawa besucht Peter in der Justizanstalt; am nächsten Morgen wird er in seinem Büro tot aufgefunden. Am Tatort finden Eisner und Fellner einen Knopf einer Jacke, die dem Täter gehören dürfte. Fellner erfährt von Perschawas Sekretärin Schneider, dass auch Sabrina Wendler einen Schlüssel zu Perschawas Büro hatte. Sie schließt daraus, dass diese die Täterin sein könnte. Eisner und Fellner kontrollieren in Sabrina Wendlers Villa die Waffe, die sich in der zugehörigen Box befindet und teilen ihr die Todesnachricht mit. Eisner verhört Peter Wendler und stellt dabei fest, dass dieser recht clever ist. Eisner und Fellner machen Sabrina Wendler als Täterin fest, lassen ihre Villa durchsuchen und sie abführen. Dabei finden sie auch Dokumente, die beweisen, dass Sabrina Wendler minderwertige Schutzanzüge mit gefälschten Zertifikaten eingekauft hatte. Sie wird von Eisner und Fellner aggressiv verhört. Unterdessen wird Peter Wendler entlassen. Er gibt Gupta Kumar Geld, mit dem dieser ein neues Leben beginnen soll, und erfährt von Schneider, dass Sabrina „nach Plan“ im Gefängnis ist. Am Ufer des Donaukanals besprechen sich Eisner und Fellner und stellen Unstimmigkeiten fest, die immer mehr die Sekretärin Schneider belasten.  Sie sprechen Schneider auf ihre Tat an: Sie gibt diese zu, der am Tatort gefundene Knopf gehört auch zu ihrer Jacke. Schneider tötete Perschawa, da sie einen Verkauf des Wendler-Konzerns nicht mit ihrem Gewissen vereinbaren konnte, schließlich arbeite sie seit Jahrzehnten für den Familienkonzern. Gupta Kumar war mutmaßlich ihr Komplize gewesen, der ihr die Waffe von Sabrina Wendler brachte.
Sabrina Wendler wird aufgrund ihrer erwiesenen Unschuld entlassen; ihre illegalen Geschäfte sollen von der Wirtschaftspolizei weiter verfolgt werden. Als sie in ihre Villa zurückkehrt, wird sie von Peter Wendler mit seiner Krawatte erwürgt.
Wendler erscheint auf der Beerdigung von Roswita Mader und wirft einen Blumenstrauß auf den Sarg, der mit der Tatwaffe (seiner Krawatte) zusammengebunden ist. Er spricht Helmut Mader sein Beileid aus und sagt ihm, er hoffe, ein wenig für Gerechtigkeit gesorgt zu haben. Damit spielt er auf die Ermordung seiner Frau an. Peter Wendler geht auf Eisner und Fellner zu und sagt, er sei soweit, seine Frau sei zuhause, werde aber nicht weglaufen. Eisner und Fellner verstehen, was er meint, und führen Peter Wendler ab.

## Hintergrund
Der Film wurde vom 28. April 2014 bis zum 24. Mai 2014 in Wien und Niederösterreich gedreht.
Die Folge zeigt zur Einleitung ein Szenario, bei dem die Giftigkeit von Flusssäure zu einem tödlichen Arbeitsunfall führt, da diese schwache Säure leicht ins Gewebe eindringt und den Calcium-Spiegel absenkt.

## Rezeption

### Einschaltquoten
Die Erstausstrahlung von Gier am 7. Juni 2015 wurde in Deutschland von 8,18 Millionen Zuschauern gesehen und erreichte einen Marktanteil von 26,0 % für Das Erste.

### Kritiken
„In der aktuellen Folge 'Gier' […] bleiben die Fernsehermittler nun unter ihrem Niveau. Der böse Witz wirkt bemüht, die Chemieindustrie fungiert als billige Kulisse.“

„Die Episoden vom ORF waren jahrelang eine Zier des Formats, mit ihren anspruchsvollen Geschichten und profilierten Kommissaren. […] Die vergangenen Folgen waren dann eher zäh, aber verlässlich skurril […] Die Folge 'Gier' allerdings […] ist von Odenthalscher Fadheit.“